# Argyrochosma formosa
Argyrochosma formosa là một loài thực vật có mạch trong họ Adiantaceae. Loài này được (Liebm.) Windham miêu tả khoa học đầu tiên năm 1987.